# ギャングキング
『ギャングキング』（GANGKING）は、柳内大樹による日本の漫画。少年画報社の『ヤングキング』2003年17号より連載を開始し、講談社の漫画雑誌（『マガジンSPECIAL』→『別冊少年マガジン』→『イブニング』）での移籍連載を経て、『イブニング』2021年10号をもって完結した。

## 概要
自分で自分の体に彫り物を彫った少年、和彫りのジミーの成長を描いた不良漫画である。
『ドリームキング』・『ドリームキングR』（原作：俵家宗弖一）で登場するピンコや、『Hasegawa長治』で登場する暴走族「狂天動血」が作中に登場し、他の柳内の作品の世界とリンクしている。外伝小説『シブヤ大戦争』（著作：俵家宗弖一／学習研究社刊）では、竜針の若い頃である竜崎が、タカとユージと絡んでいる。表紙・挿絵を柳内が描き下ろしていて、こちらもリンクしている。
2003年から10年間にわたって少年画報社の『ヤングキング』で連載されたが、担当編集者との意見の相違により、同誌2013年17号への掲載をもって休載することが、同21号で誌面の1ページを使って作者の柳内自身から告知された。その後、講談社の漫画雑誌へ移籍して2016年に再開した。まず『マガジンSPECIAL』で2016年No.2（1月20日発売）から休刊号となった2017年No.2（1月20日発売）まで1年間連載、次いで『別冊少年マガジン』で2017年4月号（3月9日発売）から同年10月号（9月8日発売）まで半年間連載された。そして『イブニング』で2018年1号（2017年12月12日発売）から月1回（隔号）連載が3年余り行われ、2021年10号をもって完結した。完結後、『イブニング』の休刊号（2023年6号）にアメリカへ行ったジミーたちの様子が描かれた特別編の読み切りが掲載された。
2020年12月時点で単行本の累計発行部数は1200万部を突破している。

## 登場人物

### 薔薇十字学園高等学校
※通称「バラ学」。進学率が高い学校だが工業科は不良の巣窟となっている。
ジミー
本作の主人公。通称「和彫りのジミー」。本名は「大西勝也」。実家は「ILOVE湯」という銭湯を営んでいる。
バラ学工業科の1年生（11巻より2年生）。性格は生真面目で仲間思い。曲がったことが大嫌いで不正をする人間は仲間であっても容赦なく制裁するなど、筋を通すことを信条としているが、多少の素行不良ならとがめない。
幼い頃の雪の日、実家の女風呂を覗こうとして、落下し気絶をして凍死寸前だった所を背中に「不動明王」の彫り物を入れた男に救われる。それ以来ジミーの頭の中は、「彫り物」一色になり、14歳になった頃、ついに自分で自分に墨を入れる。しかし友人達からは理解されず、周りから人が離れていく要因となり、孤立することの寂しさと理解してもらえない苛立ちが彼を凶暴な性格に変え、「JH3大怪獣」の1人として恐れられるようになった。
彫り物や彼の考えに理解を示すバンコとの出会いが、徐々に本来の性格を取り戻す要因になり、圧倒的な強さと魅力が周りに人を呼び戻すことになるのだが、完全に落ち着いたわけではなく、和彫りのジミー＆ニトロバンコのコンビは、共に暴れまわり数々の武勇伝を残している。化け物の強さを持つという噂からジミーを見た事の無い者からは怪獣のようなイメージを持たれるが細身であり、登場人物の多くからは男前と評される。
後に憧れの不動明王の彫り物は、アメリカにいる「勝針」という彫り師の作品であることがわかる。そして、いつかアメリカにいる「勝針」に弟子入りし、世界一の「彫り師」になることがジミー最大の夢である。
喧嘩の強さは作中屈指であり、極度の石頭を利用した頭突きで、一発だけで相手を倒すこともしばしばある。ピンコに負けた後、修行をして握力130kgを手に入れた後は、マッスルを破ることになるアイアンクローも身につけている。
連載当初は、夢をかなえにアメリカに行く費用をためるため、校内でワンポイント3千円で彫り物を彫って金を貯めていたが、竜針に咎められたため彫り物で稼ぐことを止め、普通のバイトに切り替えようとしているが、あまりうまくいっていない。それまでに貯めた金はかなりの金額になっていたのだが、アネとイモートの母親の臓器不全の手術ために苦渋の決断で全額あげてしまった。
バラ学以外の学校やチームの人間からは「薔薇学少年愚連隊」（ゾンビ命名）のリーダーだと思われているが、ジミー自身はチーム自体作った覚えもない。犬が好きすぎて犬語が理解できるようになる。
力の模索をしているという最大のライバル「ピンコ」との勝負に負けてからは、自分自身のやり方での力の模索をしており、日々成長中である。
ジャスティスの溜まり場に乗り込んだ時は彼らのイメージカラーの「白」と対をなす、目立つ「黒」の服を着用し、溜まり場のジャスティスメンバーを片っぱしから倒す。そこでの2度目のピンコとの対決の際は序盤から優勢に攻め、無駄口を叩くほどの余裕を見せる。本気を出したピンコと互角を戦いをするがモンタナの仲裁により引き分けに終わった。
サワ高編では、今までブレーキ役だったバンコがジミーとでは無くサワ高のハマーと行動を共にしだし葛藤に陥る。その後ファーブルの策略でサワ高に扮したジャスティスにゲロッパやヒロシ達を病院送りにされ、完全に暴走状態になり薔薇学愚連隊と共にサワ高に乗り込む。バンコをかけてトップのハマーとタイマンを張り、辛くも勝利したものの警察を呼ばれ、ワークマンズとの抗争で以前停学になったことも積もり27巻にてバラ学を退学となった。バラ学を退学後はアメリカ行きを本格的に考え、資金を貯める為にベロの紹介でワークマンズで働くことを決意する。
退学後は自分の恋愛観について真剣に考え始め、バンコの入れ知恵でアバレが家まで押しかけてアネを賭けてのタイマンを申し込まれる。アバレの実力を認めつつも余裕をみせていたが、勝針のトライバルを入れたアバレの上半身を見て動揺し、半ば不意を突かれた形ではあるが1戦目のピンコ以来にタイマンで敗北を喫する。
バンコ
通称「ニトロバンコ」。身長164cm。本名は「板東英治」。
バラ学工業科の1年生（11巻より2年生）。ジミーの中学の時代からの親友で良き理解者である。ジミーの彫り物に対する思いを最初に理解したのはバンコで、ジミーのことをわかったように言う者には容赦しない。
頭がキレ、勉強をしている様子はないが、テストはキャンディなどの特進クラスを含めて学年1位。常識的にありえないほど情報通で金と引き替えに情報を売っており、裏では協力者もいる。
中学時代は黒髪のリーゼントやイナズマカットにティアドロップのサングラスなど、おおよそ、お洒落とはほど遠いファッションセンスだったが、東京に慣れてきた現在は、様々な髪型に変え着こなしのセンスもよい、言葉も標準語に変わり、お洒落で有名になっているらしい。
喧嘩の実力はジミーとほぼ互角。持久力はないものの身体能力が高く、基本は小柄な体を生かしたアクロバティックなスタイルだが、チェルシー対して寝技で勝利するなど喧嘩のセンスは抜群でチェルシーから「天才」と称されるほどである。
連載当初は、元気印のイケイケな性格であったが、バラ学VSボタ高の5人対5人の抗争で、不意打ちで負けてからは、クールな性格に変わっていった。
ワークマンズとの抗争では一度チャンベに敗北（チャンベが「一勝一敗」と言っていることから過去に勝負した可能性がある）。迷いのあるジミーの代わりにバラ学をまとめ、自身もチャンベとの決着をつけるべくワークマンズとの決戦に赴く。チャンベを倒したものの、憔悴した身体でジミーの代理でベロとタイマンを張り、敗北を覚悟するが、駆け付けたジミーの声に途切れかけた意識を起こして反応し彼と交代する。しかし、怒りの感情が全く無い喧嘩の為、負けると思っていたジミーがベロに勝ち、ジミーが日々成長していく中で自分はアイデンティティを見つけられずバラ学の面々と疎遠状態になってしまう。
そんな時に大阪からサワ高に転校してきた元相棒のハマーと街で再開し、ジャスティスを潰すため再びタッグを組む。サワ高に乗り込んだジミーが退学になった後、アメリカ行きを決めたジミーに激励の意味を込めタイマンを申し込むが、自分の思っていた通りジミーとの圧倒的な実力差ができている事を痛感し敗北した。その後はサワ高編前同様、再びジミー達と行動を共にするようになる。
サイコ
バラ学の猛者の中では、ケンカは弱いが人一倍根性がある。身長176cm。名前は「米沢米助」。
バラ学工業科の1年生（11巻より2年生）。石川県の村からバラ学へ転校してきた。髪型が派手だが、ポマードが切れると河童のような髪型になる。
石川県では中1から番を張っていたため（後に生徒数16人と判明）、バラ学に転校してきた初日にバラ学の1年生の頭になるつもりで、喧嘩を売るがゴリに負けてしまい早くも転校を考える。しかもジミーがゴリより強いと知ってしまいさらに落ち込んでしまうが、恐ろしく喧嘩が強いジミーにほれ込む。その後、ジミーの兄弟分になるため1人で2年生の教室（ゾンビは不在）に殴りこんで根性を見せ兄弟分にしてもらった。ボタ高のハスキーらに乗り込まれたときはジミーの大切な機材を守って重傷を負う。ハスキーの一件後は身体を鍛え、バラ学では腕相撲ナンバー2まで登りつめた（1位はキャンディ）。自分の力に自信をつけるも、ジミーにケンカに大切なのは心（ハート）であると言われ、その後は精神面も鍛え序々に成長をみせるようになった。
ワークマンズとの抗争当初はアラーキーの仇をとるためジミーと離反するも、ゲロッパに促されヒロシ達復讐組からもはずれ、一人悩んでいた。そんな中、偶然出会ったピンコの一言をきっかけに暴走しているバラ学とワークマンズの抗争を止めるべく、単身ベロにタイマンを申し込む。それをキッカケにベロを吹っ切れさせた。
ジミーが単身ジャスティスへ乗り込んだ時にはジミーを追いかけ、自身も単身で乗り込みメンバー相手に奮戦するが幹部のマホニーに半ば遊ばれる形で敗北。その後モンタナに気絶させられジミーと無傷で外に出される。
サワ高編では、ジミー達と共にサワ高に乗り込み、ゴクドーを小細工なしで打ち倒したジンタンを相手にタイマンで勝利するほど成長している。
バラ学VSジャスティスの戦争ではボタ高幹部のガラナと三度目の因縁の対決をし、初めて喧嘩の実力で打ち倒しガラナがバラ学へ寝返る切っ掛けを作る。
ゾンビ
バイブを武器にする危険度ナンバー1キャラクター。身長171cm。名前は「由美カオル」。
癖っ毛の赤髪とむき出しになった犬歯が特徴。家族構成は母、姉が2人に妹、自分。父親は不明。
バラ学工業科3年生（11巻から）。3年の工業科をシキっており、ギャングチーム「ジャーム（黴菌）」の元頭。現在、ジャームは解散している。1年当時からマッスルにかわいがられていた。
自他ともに認める「危ないキャラ」（トラッシュとの抗争（後述）でベティに抜かれた犬歯を奪い返し、噛み砕いて飲みこむ、など）だが、それは、ジミーらに出会う前、孤独に耐える手段として無茶をしていたことが原因。本来のゾンビは非常に明るく友達想いである。
気に入らない1年生の頭であるジミーを自分のチームに入れようとするが断られ、1年VS2年の抗争に発展しかかるが、最終的にジミーとの頂上対決のタイマンになり、一方的に攻めるも最後はジミーの頭突きに敗北する。
ジャームVSソドミーとの抗争で、2年のギャング全員に集合をかけるが、元来全員が二の足を踏んでいたところに、ジミーへの敗北で完全に孤立した彼は、自分のチームからも距離を置かれ、1人で「ソドミー」の溜まり場に向かうが、襲撃寸前でジミー、バンコ、サイコの助太刀を得てソドミーを倒す、この一件以来ゾンビはジミー達と行動を共にするようになる。
しかしピンコに負けた後、復讐に向かおうとしないジミーに失望し、自分自身のわだかまりや仲間との軋轢から精神を追いつめられていく。やがて、ピンコ率いるNo.1ギャングチーム「ジャスティス」を潰すために「ジャーム」を再結成し、単身でトラッシュとの抗争に向かった。その後、紆余曲折を経て、「トラッシュ」との抗争の末に、自分のことを本気で想ってくれるジミー達に涙を流し険悪だった関係を修復する。
ワークマンズとの抗争ではキャンディと共に半ば巻き込まれる形で乱闘に参戦するが、ジミー達のクラスの問題だった為、大まかな本筋には関わらず終始静観していた。
サワ高編にてジミー達と共にサワ高へ乗り込み、中学の時に受けた借りを返す為に現在ゾンビが使っているバイブの元所有者のテンガとタイマンを張り、リベンジに成功した。
バラ学VSジャスティスの戦争では当初の交戦予定だったジャスティス幹部のチータと戦い、足を切られながらもアメリカへ行くジミーへの餞として勝利した。
キャンディ
通称「ビック・ザ・ブドー」。身長189cm（25巻時点で194cm、29巻時点で200cmに到達した）。本名は「地井岳雄」。
バラ学普通科の1年生（11巻より2年生）。暴走族の時や学校の外でジミー達とつるむ時はヘアスプレーで髪を染めたオールバックである。昼の顔は成績優秀でメガネをかけた真面目な優等生（テスト学年2位）だが、夜の顔は暴走族の「狂天動血」8代目総長である。しかし家庭が裕福で将来を約束されているキャンディが気に入らない狂天動血のメンバー達がキャンディの方針を無視し、ジャスティスが懸賞金を賭けているジミーを襲ったことで衝突する。そしてメンバー全員を倒した後ジミーとタイマンでケジメをつけて暴走族をやめる。それからは自分を理解してくれたジミー達とつるむようになる。両親の仲がうまくいっておらず離婚してしまう。それがキッカケで、再結成されたジャームに加わる。
背筋210kgの持ち主でボタ高の刺客のブレーンバスターを見事に返した。長身と怪力を武器にした喧嘩は、「実力だけなら間違いなく最強」と称された。
ワークマンズとの抗争ではゾンビと共に半ば巻き込まれる形で乱闘に参戦するが、ジミー達のクラスの問題だった為、大まかな本筋には関わらず終始静観していた。サワ高に乗り込んだ際は「狂天動血」11代目総長のマルコとタイマンを張り、一時的に気を失うがアラーキーに「あいつ狂天動地だぞ」と吹き込まれた事で復活し、マルコを一撃で倒す。
バラ学VSジャスティスの戦争では当初の交戦予定だったジャスティス幹部のベイダーと戦い、一度は完膚なきまで叩きのめされ病院送りにされるが即日リベンジへ赴き、アメリカへ行くジミーへの餞として勝利した。
ゴリ
バラ学工業科の1年生。本名は「花京院」（下の名前は不明）。
転入してきたサイコにタイマンで負かした後、ジミーを紹介した（その後タイマンをもう一度挑まれるもまた負かす）。
入学して間もない頃、工業科を毛嫌いしているグッキーに手を出してしまい（殴る一歩手前でジミーが止めた）、それ以来グッキーに目をつけられる。止めに入ったジミー慕っており、ジミーがいるバラ学を辞めたくない一心でグッキーの仕打ちに耐えていたが、ジミーの悪口を言ったグッキーをついに殴ってしまい退学処分にされてしまった。
その後、ベロが働いている建設会社に入っておりバラ学との抗争中、仕事現場にまで現れたヒロシ達と再会する。その時ヒロシ達からもう仲間だと思われていないと思い込んでしまう。その後、ジミーと再会、以前となんら変わらぬジミーの優しさに涙を流す一方でバラ学とワークマンズの抗争を止めるよう頼む。
トール
バラ学工業科の1年生（11巻より2年生）。ノブオの弟でヒロシの1つ違いの兄。
「リペラー」の頭。ノブオの事故死とともになくなった「リペラー」をヒロシと復活させた。1年前交通事故に遭い、ずっと入院していたせいで1年ダブってしまったブランクのためか弟のヒロシの方が有名である。
彼のチームリペラーは、ジャスティスに、潰されるか傘下に入るかの二者選択をせまられ、死んだ兄のチームを残すためやむを得ず軍門に下り、ピンコからボタ高No.3のハスキーと共にジミー達を潰せと命令されるが、ジミーを裏切れないとヒロシに説得され考え直した彼は命令を放棄し、ハスキーとタイマンを張り撃破した。
中学の頃、トールはジミーと、ヒロシはバンコと喧嘩したことがあり、ジミーとバンコの圧倒的な強さに惚れ込んでバラ学に進学を決めた。髪型は後ろを結んだツーブロックのドレッドヘアー。
ヒロシ
通称「火の玉ボーイ」。
バラ学工業科の1年生（11巻より2年生）。ノブオとトールの弟。
彼が所属するリベラーは、ジャスティスに、潰されるか傘下に入るかの二者選択をせまられ、死んだ兄のチームを残すためやむを得ず軍門に下り、ピンコからボタ高No.3のハスキーと共にジミー達を潰せと命令されるが、ジミーを裏切れないとトールを説得し命令を放棄するし、ハスキーはとタイマンを張るが、あえなく負けトールに敵を討ってもらう。
中学の頃、トールはジミーと、ヒロシはバンコと喧嘩したことがあり、ジミーとバンコの圧倒的な強さに惚れ込んでバラ学に進学を決めた。髪型はツーブロックのドレッドヘアー。ワークマンズとの戦争により、ジミーの言葉を聞かず暴走してしまう。
アラーキー
バラ学工業科の1年生（11巻より2年生）。本名は「荒木経惟」。
「ハイウェイ・オブ・デビルス」という暴走族の親衛隊長をしていて、中学の頃はジミーやベロとともに「JH3大怪獣」で有名で、「昭和通りのケンカ屋アラーキー」と呼ばれていた。
中学時代は、正直に生きたい自分を、うまく表現できず、彼の怖さゆえに気を使われる嘘さえも許せずイライラして、暴れまわっていたが、タイマンで瞬殺されたジミーに、警官との揉め事の際に再会し助けられる。
権力に屈せず自由に生きるジミーに何かを見出し、イライラすることも無くなり、彼と友達になるためにバラ学へ入学。
中学時代ジミーだけでなく、ベロにも喧嘩して負けたらしい。居酒屋で酔っ払っているときにチャンベ率いるワークマンズといざこざを起こし、タイマンを張るも敗北。これが原因でバラ学とワークマンズの間で抗争が勃発してしまう。
ゲロッパ
バラ学工業科の1年生（11巻より2年生）。
チーム「菊水丸」の頭。喧嘩はすごく弱いが、男気が強く人を惹きつける魅力を持っている。「薔薇学少年親衛隊」に入ったジョーが「ちょっとタイミングがずれてたら入ってたかも」と言うほどである。いつも格好は学生ズボンに菊水丸の特攻服である。髪型はスキンヘッド。実家は寺。
トム
バラ学工業科の1年生（11巻より2年生）。
「菊水丸」の1人。前はゲロッパと同じスキンヘッドに特攻服だったが、現在は角刈りと上口髭で特攻服は着なくなっている。トムと同じく中学時代は格好良くてモテモテだった。
ジェリー
バラ学工業科の1年生（11巻より2年生）。
「菊水丸」の1人。いつもサングラスをしている。中学時代はジェリーとモテモテコンビで学校中の女子の人気を二分するほどであった。
ゴクドーくん
バラ学工業科の1年生（11巻より2年生）。
その名の通り見た目は厳つく、髪型はパンチパーマである。無口で1年生ではキャンディの次に長身である。中学の頃はジミーほどではないが有名だった。中学卒業時、プロレス団体からスカウトされたが、バラ学に入学した。みんなの中で1人「〜くん」で呼ばれている。サワ高編にてジンタンに負けた為、負けた時の約束通りパンチパーマをやめた。
ジェット
バラ学工業科の1年生（11巻より2年生）。
チーム「コックローチ」の頭。不気味さNo.1チームのコックローチの頭だけに恐ろしく不気味だが、ジミーがボタ高に1人で乗り込んだときはコックローチのメンバーと共にいち早く駆けつけた。オカッパ頭に眼鏡、ダウンジャケットが特徴。足の怪我のせいで夢を断念して不良になる。喧嘩は全く強そうに見えないが実力はジミーと張れるほど強い。ワークマンズの抗争の際も複数人を相手に涼しい顔をしており、サワ高に乗り込んだ際は刃物を持った相手二人に怯む事無く反撃をしかけ逆にアラーキーが引くほどボコボコにするなどバラ学内でも有数の実力者。
ケンとブンタ
バラ学工業科の1年生（11巻より2年生）。
喧嘩や腕相撲の強さもいっしょで、性格は2人とも優柔不断なところがある。いつも2人いっしょに行動していて（2人だけでカラオケに行くほどである）、仲が良すぎるあまりホモの噂まで流れてしまう。
マッスル
通称「バラ学の怪獣マッスル」。本名は「桝添洋一」。
バラ学工業科の3年生（8巻で卒業）。1年生の頃からバラ学をシキっている。
本来のゾンビを知る人物でもあり、1年生の頃から問題児だったゾンビを、「寂しそうだったから」とかわいがっていた。
体がゴツい上に動きが速いのを売りとしており、作中でもトップクラスの実力者。必殺技はマッスルボンバー（パワーボムに似た技）。チェルシーの勧めで総合格闘技をしており、卒業後も総合格闘技の選手になる。高校3年間でピンコと6回タイマンして4勝2敗（後半で2敗しているので現在強いのはピンコの方である）している。卒業式当日にジミーとのタイマンでマッスルボンバーを成功させるも、ジミーのアイアンクローの前に敗れる。中学の頃は「江原中校門伝説」で有名だった。
道場での練習中、先にプロの世界で活躍していたマッスルが尊敬する先輩全員がモンタナ1人に全滅させられたことで生まれて初めて人に恐怖を抱く。バラ学とジャスティスの戦争では道場の後輩のハマーとモンタナの戦いを引き継ぐ形で、恐怖を克服し参戦する。
チェルシー
バラ学工業科の3年生（8巻で卒業）。
昔はいじめられっ子で中学の時に総合格闘技を始める。マッスルを格闘技の世界に導く。バンコの身体能力の高さを見抜いており、卒業式当日にバンコにタイマンを挑む。最後は裏の裏を取ったバンコの寝技に敗れ、バンコを「天才」と称す。
ハスキー
ジミーと同世代で元ボタ高のNo.3。ボタ高を自主退学後、バラ学工業科1年に入学（ジミーより1つ下になる）。本気の時は両手に指輪をつけて戦う。大麻でラリっているときは温厚な性格であるが（バージョン2と呼ばれる）、その効果が切れると凶暴な性格になり喧嘩の強さもさらに増す（バージョン1）。
ボタ高1年を制し、ピンコ、マッチョに次いでボタ高No.3でありピンコの左腕であったが、ジミーに敗北し、ピンコにも見切られボタ高を自主退学する。
その後バラ学に入学して1年生の有力株であるデブゴン、ジョー、タッキー、ツバサを倒し、「薔薇学少年親衛隊」というチームを結成。より秀でた本物の実力を持つメンバーを集め、いずれ起こるであろう「ジャスティスVSバラ学」の戦争の際にジミーを守り、ピンコとのタイマンを無傷で行えるようにと考えている。大麻をやめた後、自分が凶暴な性格になっても付き合ってくれるジミーを慕っている。前歯が2つ欠けている（ピンコに入学当時タイマンを挑み折られた）。
1年頭を決める抗争で最終的に残ったボヘ達と対立。どっちが1年を仕切るかのタイマンをする予定だったがジミーにより中断。後にボヘも認めて1年のNo.1になった。
大麻が完全に抜けきり、前歯を入れたことでバージョン2の時以上に穏やかな不争の性格へと変わったが、喧嘩の強さはバージョン1の時より更に向上しサワ高の伊藤兄弟の兄を瞬殺するほどの実力をみせる。その後サワ高に乗り込んだ際は、ジョーの敵討ちとしてブルートとサシで戦い、勝利した。
バラ学でジミー達と本音で関わったことで一見更生したように見えたが、その正体はジャスティスのスパイ。もう一度ピンコに認めてもらう為ファーブルの指示でバラ学へ入学しジャスティスへジミー達バラ学の情報を横流ししていた。しかしその後、ジミー達と過ごす日々が楽しくなっていったことでピンコとジミーのどちらにつくか迷いが生じ、最終的にバラ学側に付く形でミストの隠れ場所を吐いた。
ジョー
11巻からバラ学工業科に入学した1年生。通称「南中のジョー」。
バラ学新入生の間で行われた最強決定戦で最後まで生き残る。タッキーとタイマンする予定だったが、乱入してきたハスキーとタイマンをしハスキーに敗れた。負けた時の条件で「薔薇学少年親衛隊」の1人になった。喧嘩で負けた後はハスキーに惚れ込み、ケジメで頭をスキンヘッドにした。1年生の中では事実上No.2の実力の強者。スキンヘッドになったのでゲロッパから「菊水丸」入りすると間違われる。ゲロッパらの中学の後輩で、同学年の友達にボタ高のタイソンがいる。ボヘ達と対立。
タッキー
11巻からバラ学工業科に入学した1年生。本名は「滝沢」。ボタ高のサリーとツバサとは幼稚園からの幼なじみ。
相方のツバサ同様に身長が高く体格がよい。中学時代からタッキー＆ツバサと呼ばれ、入学早々バラ学のトップを狙いジミー＆バンコに不意打ちの飛び蹴りをする。最強決定戦で最後まで生き残る。停学明けにお互い生き残ったジョーと最強を決める決勝戦を行う予定だったが、ハスキーの乱入により中断。ジョーが負けた後、ツバサと共にハスキーを迎え撃つが敗れる。1年生の中ではジョーと同じくNo.2の実力を持つ。負けた時の条件で「薔薇学少年親衛隊」の1人となる。それからはジョーとは友好的関係になっている。体格を活かした勢いのあるジャンプキックが得意である。
ボヘ達と対立していたが、ハスキーが1年を仕切るという条件でワークマンズと戦争中のボヘに加勢する。
ツバサ
11巻からバラ学工業科に入学した1年生。本名は「大空」。タッキーと同じくサリーとは幼なじみ。
相方のタッキーと共に身長が高く体格がよい。中学時代よりタッキー＆ツバサと呼ばれ、入学早々バラ学のトップを狙いジミー＆バンコに不意打ちの飛び蹴りをし、ジミーを吹っ飛ばした。喧嘩の実力はタッキーと同等だが「最強決定戦」でデブゴンと共にジョーに敗れた。停学明け、ジョーとタッキーの決勝戦を立ち会う予定だったが乱入してきたハスキーによりジョーは敗れていた。その後タッキー共にハスキーを迎え撃つが敗れる。負けた時の条件で「薔薇学少年親衛隊」の1人となる。それからはジョーとは友好的関係になっている体格を活かした勢いのあるジャンプキックが得意である。
ボヘ達と対立していたが、ハスキーが1年を仕切るという条件でワークマンズと戦争中のボヘに加勢する。
アバレ
11巻からバラ学工業科に入学した帰国子女の1年生。彼の父親は組の金を持ち逃げした勝針を追うアメリカのイタリア系大物マフィアのドン。
不意打ちとはいえ最強決定戦（ツバサが宣言する前に倒されてしまった）では最初に脱落してしまった。しかしボタ高の溜まり場である喫茶店「テラミス」でテーブル式ゲームに夢中になっている間にボタ高の生徒に囲まれ、ガラナを含むその場にいた全員を倒したので、喧嘩は弱いわけではなくむしろ相当強い。一度殴られると気合が入るらしく、喧嘩の前には相手に1発殴らせる。個人的には勝針に好意を抱いており、喧嘩の仕方も勝針に教えてもらった。アネがモロ好みのタイプ。駅でたまたまボヘの喧嘩を目撃し、「変わりたかったんだ」という言葉に反応を示し加勢する。ボヘが倒した男以外の全員を倒した後無言で去った。その後しばらく出番が無かったが、ボタ高の乗った電車を一両皆殺しした事で再び有名になる。恋愛観に悩むジミーのもとに押しかけ、アネを賭けて勝負を挑み、自分の意思とは関係無く半ば不意を突いた形で勝利する。
ジャスティスにアネが誘拐された事を知り、バラ学とジャスティスの抗争に参戦。世代最強と言われるジャスティス幹部のクロマイと死神のサリーを相手に次元の違いを見せ二人まとめて瞬殺した。
ボヘ
11巻からバラ学工業科に入学した1年生。高校でデビューして不良になった。
ジミーの影響で10分の和彫りに挑戦するが、あまりの痛さに左手首のリストバンド状態で挫折。袖口から見える墨の効果だけで、タッキー達が停学している間に1年生をシキっきているクラスの頭になる。当初は、自称「ケンカに負けたことが無い」男であったが、駅で喧嘩をして自分の喧嘩の強さがごく普通であったことを知ってからは、「ケンカが普通」と称している。側近達がワークマンズを挑発したため戦争に発展。ハスキーを1年の頭として認めるという条件でタッキーとツバサに加勢してもらいその場は戦わずして勝利した。その後、喧嘩を全くしないことから側近たちに「本当は強くない」と疑われてしまうが、アバレを利用し再び信頼を取り戻した。しかし墨の秘密がばれてしまった。

### 小金沢高等学校
※通称「サワ高」。1学年に18クラスもあるマンモス校、物語の7年前より頭（リーダー）不在であったが、かつてサワ高の不良は全員金髪にする決まりがあり「サワ高名物金髪軍団」と呼ばれていた。
ハマー
本名は「浜田雅功」、とても明るくポジティブで、笑いを絶やさず、弱いものイジメを嫌い、男らしい性格。実はバンコが大阪に住んでいた時の相棒で、中学時代はパンチパーマでバンコと「パンチドランカーズ」と呼ばれていた、大阪の不良学校を半分ぐらいシメていた伝説の男である。通称、浪高の「俺がハマーだ！」。物語が何話もハマー中心で進むこともあり、ヤングキング本誌の表紙がハマーだったこともあり、ジミーに次ぐ本編の主人公のような扱いでもある。仲本技工の前でハマーはジミーに道を聞いているが、互いに気づいていなかった。
常日頃から空気イスなどのトレーニングで体を鍛えており、驚異的な運動神経の持ち主で、抜群のフットワーク、そしてフェイント技に加え、数多くの必殺技を持ち、必殺技パート1のラリアット、必殺技パート2の飛びヒザ蹴り、必殺技パート3のカエル飛び頭突きなど。
ボクシングの特待生としてサワ高に転校してきたが、ハマーはジャスティスのメンバーが女性をレイプをしようとしているのを目撃し、女性を助ける、しかしハマーは誤解で警察に捕まってしまう。その件でサワ高ボクシング部はインターハイに出られなくなり、ハマーはボクシング部を辞め、潔白を証明するために、自らを「高校・再デビュー」とし不良に戻りジャスティスを壊滅させる決意をする。その為の前準備としてかつてモンタナが成し遂げた一日でのサワ高制覇を宣言し、ゾンビと合わせ二大巨頭クレイジーと言われたテンガ、狂天動血の11代目総長マルコ、ヤクザの息子でタイマン無敗のキンタを宣言通り一日で全員打倒しモンタナ以来7年振りに新たなサワ高の絶対的トップへと成りあがった。
コージ
ハマーのクラスメイト、不良ではなく優しい性格。
仲本技工の息子で、経営難な父の工場を手伝っている。絵が好きで仲本技工にアルバイトで入ったジミーと気が合う。
ハマーからは「メガネ」と呼ばれ、ジミーからは「ジュニア」と呼ばれる。
ジンタン
サワ高2年の頭、ヘアスタイルはパンチパーマで、パンチパーマを笑われるとキレる、屋上でハマーとタイマンを張るが、ハマーに攻撃が1発も当たらず負けを認めた、パンチ力はハマーもまあまあ認める程だった。基本的に単細胞だが、繊細な面もあり、昔から“男らしい”を目指していた、バラ学工業科のゴクドーくんを男の中の男だと思っていたが、それ以上にハマーの男らしさに惚れている、またジンタン本人もそれなりに人望はある。ペヤングが好きでいつもペヤングを食べている。
サワ高がメインの話ではやられ役のような扱いではあったが、バラ学一年上位クラスのデブゴンや実力者であるゴクドーくんを小細工なしで倒している等、ハマーやマルコに埋もれていたが喧嘩は相当強いことが判明しトールやアラーキーを震撼させた。しかしサイコとの弟分対決のタイマンでは、修羅場をくぐってきたサイコが明らかに強くなっていたこともあり敗れた。
ボラギ
サワ高2年、ジンタンの連れで、ジンタンを慕っている、背が高くケンカも結構強い。
サワ高編前にも登場していたが、ボヘに利用されたアバレに瞬殺されている。サワ高編ではムーニーと二人がかりでゾンビに挑むが敗北する。
ムーニー
サワ高2年、ジンタンの連れで、ジンタンを慕っている、小柄。サワ高編ではボラギと二人がかりでゾンビに挑むが敗北する。
マルコ
トップ不在のサワ高で治外法権と呼ばれる3人のうちの1人。
1年生、ジンタンの親戚（ハトコ）、かつて神戸でマルコ・ボンバイエと呼ばれた男。サワ高転校初日にケンカチームの狂天動血を1日でシキったほど喧嘩が強い、現・狂天動血の11代目総長、だがバイクも免許もないので自転車に乗っている。サワ高は2年にジンタンがいるので、ジンタンがかわいそうだからという理由でサワ高をシメなかった。妙に評判も良く、お婆ちゃん想いのバーちゃん子である。全身筋肉のようなバネと、ハマーの連続パンチを見切るほどの動体視力、体格を活かした素早いプロレス技でハマーを圧倒したが、最後は飛び膝蹴りをもろに受け倒れる。アゴがしゃくれており、少し気にしている。バラ学との抗争では向かってきたバラ学のツバサを一撃で倒した。
サワ高に乗り込んできたキャンディとタイマンを張り一時はふらふらになりながらも勝利を確信したが、復活したキャンディの飛び蹴りで倒された。
キンタ
トップ不在のサワ高で治外法権と呼ばれる3人のうちの1人。2人いる連れの1人の名前はサンケイ、もう1人は不明。
3年生、本名は「金田」。ヤクザの組長の息子だが親の七光りは絶対に使わず、喧嘩の勝ち負けよりも面子を重んじている、トップには興味がないが、実質サワ高の裏番である。普通の生徒がサングラスをかけただけのような見た目とは裏腹に異常にタフで、タイマンは誰にも負けたことがない。挑戦してきたハマーに黒星をつけたが、即日ハマーのリベンジに敗北し、ハマーの打倒ジャスティスに乗る。
ハマーの漢気を「最高」と評し、ジミーとハマーのどっちつかずのバンコを訝しむ。結果バンコがハマーの気持ちを利用したような形になったことで人知れずバンコを潰そうとあらゆる道具を使うが、最後は絞め技で落とされた。
テンガ
トップ不在のサワ高で治外法権と呼ばれる3人のうちの1人。
3年生、長身の色男で、通称「クレイジー・テンガ」、中学時代は「ウエスト・クレイジー・テンガ」と「イースト・クレイジー・ゾンビ」と呼ばれて、今でもゾンビはテンガをライバル意識している。実はピンコ直々にジャスティスへ誘われるぐらい強いが誰が強いのかなどには興味がなく、いつも女の尻を追いかけている。無口で、言動はとにかく謎、素直だが不気味で何を考えているのかわからないが、中学時代のゾンビに勝利するなど喧嘩の実力は確かである。
サワ高に乗り込んできたゾンビとタイマンを張り、気絶したフリをしてゾンビが油断した隙に血を吹きかけ視界を塞ぐなどダーティな戦法を行うが、同じくゾンビに「目には目を」と血で視界を塞がれそのまま殴り倒された。
ブルート
中学時代はゲロッパ、トム、ジェリー、ジョー、タイソンの先輩だった、地味であまり有名ではなかったが、喧嘩の強さは本物。会話のテンポが遅い。バラ学との抗争ではジョーを圧倒するが、サワ高でのハスキー戦はハスキーの執念によりロッカーを倒されその衝撃で気絶してしまう。
テリー＆ドリー
弟がテリー、兄はドリー、かつて伊藤兄弟と呼ばれ一斉風靡していた、特に兄のドリーが強い。
元四中の4人組
奇襲攻撃が得意、ジャスティス狩りを開始する、リーダー格はナックル。

### 卍牡丹高等学校
※通称「ボタ高」。ヤクザへの就職率が30％を超える学校。生徒のほとんどが不良である。
ピンコ
ボタ高の3年生で生徒会長（2年間留年している）。
ギャング界のNo.1チーム、「ジャスティス」のボスであり同時にボタ高No.1だったが、9巻にて卒業した。とある理由により2年間留年しており、卒業時の年齢は20歳である。喧嘩の強さはジミーやマッスルをはじめ、ボタ高のマッチョやハスキーなど数々の猛者達に勝利しているほど。ダンスを駆使した喧嘩スタイルを使用する。最も強敵になりうる存在のジミーに懸賞金をかける。
ストリートダンスが好きな少年であったが、ベティとの「とある事件」をきっかけに真の力について模索しており、ジャスティスを結成。ギャングキング（ギャングの頂点）になることでその答えを見つけようとしている。
虐待をする父親に制裁を下し、サリーとその弟を「お前は俺と一緒なんだよ」と言い引き取る。顔と胸から腹にかけて大きな斬り傷がある。
ジャスティスの溜まり場へ乗り込んできたジミーとの2度目の対決の際はかなりの苦戦を強いられる。かつてジミーを一撃で倒したダンスと組み合わせた蹴り技を繰り出すがトドメはさせず、モンタナにより仲裁され引き分けに終わった。
バラ学VSジャスティスの抗争の火蓋を切ろうとし、ジミーと因縁の決着をつけようとした矢先に幹部であるファーブルとミストに何らかの手を使われ半殺しの状態で監禁されてしまう。
同じ柳内大樹の作品である「ドリームキング」と「ドリームキングR」に登場し「とある事件」の詳細も描かれている。
マッチョ
ボタ高の2年生（11巻より3年生）。柔道部では影の主将と呼ばれタッチを柔道で圧倒する実力を持つ。
ピンコの右腕でボタ高No.2であったが、ピンコが卒業したためNo.1となった。その後入学してきたサリーに敗れる（マッチョが病院に連れて行こうとしたらサリーが凶器を使う）。その時の傷が重症であったため入院する。負けが許されないボタ高で敗北したことによりピンコから捨てられるだろうと思っていた。病院を抜け出しジミーを倒すことで再びピンコから認めてもらおうとする。
ジミーとのタイマンの際、サリーにやられた時の怪我の痛みを感じながらも優勢で圧倒していた（ジミー曰く「サリーってガキよりもよっぽど強い」）。しかし最終的には敗北し、ピンコを尊敬していた理由をタッチに教えて町から去った。
ガラナ
ボタ高の2年生で幹部の1人。最初サイコをケンカは弱いが根性があると認め、ピンコの命令で戦った際はサイコのケンカや精神面での成長に圧倒され勝負を譲る。また、ジミーとのタイマンでボロボロになっても諦めないハスキーを心配したり病院を抜け出してきたマッチョを一番に出迎えたりしている。中学の頃はジミーほどではないがそれなりに有名だった。
サリー
11巻からボタ高に入学した1年生。通称「死神のサリー」。
マッチョをタイマンで片腕の関節をはずされながらも勝利し、1年生でボタ高No.1となる。さらにその後ジミーの弟、タッチとタイマンで勝負し追い詰められるも勝利。幼い頃から父親による児童虐待を受けた影響で無痛症になるが、ジミーとのタイマンの末それを克服する。弟には虐待しないと誓っていた筈の父親が弟を灰皿にしたこと、及びジミーに敗北した事でピンコに捨てられる恐怖が重なった事で狂乱し父親を刺殺しようとした際ピンコに止められる。自信を捨てずに弟とともにその後の居住地まで提供してくれたため今まで以上にピンコを妄信するようになる。身長が短期間で異様に伸び、29巻時点では当時チビと呼ばれたほど身長差があったジミーを軽々と超えていた。
バラ学VSジャスティスの抗争では「ピンコさんの命令は絶対」という信条からボタ高を率いて容赦なくバラ学を潰しに襲い掛かる。バラ学潰しの邪魔をするタッチに対しては「お前を潰せとは言われていない」と引き、昔に比べ融通が利く性格になっている。ピンコのGPSがジャスティスの溜まり場にある筈が全く連絡が取れないことを不審に思い、行動を開始しようとした直後に嘘の情報を流されたクロマイの襲撃に合い、世代最強を賭けタイマンを張るが途中アネを攫われた事でジャスティスを探していたアバレに乱入されクロマイ諸共瞬殺された。
タッチ
ジミーの弟。11巻からボタ高に入学した1年生。身長186cm。柔道の中学81kg級のチャンピオン。本名は「大西竜也」。
柔道の特待生として入学してくるがジミーの弟ということもあり早々に目をつけられる。しかし本人は全く気にしておらず、生徒がからんできた場合はその場で制裁する。マッチョの後輩で彼を尊敬している。マッチョがサリーに負けたとは思えず、自らサリーに喧嘩を売る。あと一歩というとこまで追い詰めるがサリーの執念により敗北。その後、マッチョが町を去る際にピンコを尊敬していた理由を教えてもらった。
タイソン
12巻から登場するボタ高の1年生。通称「耳かじりのタイソン」。
ジョーとは中学の時につるんでいた。サリーがジミーの挑発の返事をするためにボタ高伝統の「伝言番長」にアミダくじで選ばれ1人でバラ学に向かわせられたり、サリーとジミーのタイマンの立会人にさせられたり運の悪い人物である。
表に「伝言番長」（白ラン）、ひっくり返せば「立会人」と書かれたリバーシブルの学ランを着ている。
喧嘩をせず、争いごとは面倒くさそうに態度に出してしまうがジョーの「（ブルートの強さは）お前と同じくらいかもな」という発言から少なくともサワ高のブルートと同等以上の実力を持っている（コミカルなキャラを演じているが、身のこなしからバンコもタイソンの実力を見抜いている）。比較対象のブルート自身がジョーより圧倒的に強く大麻が抜けた状態のハスキーとほぼ同格な事からジョーより強いのは明らかだが中学時代はジョーに頭を譲っていた様子。ややギャグ寄りかつ小さなコマで終わっているもののジミーVSサリーの後の、ジミー＆タイソンVSタッキー＆ツバサの水中騎馬戦ではタッキーとツバサを倒している。ジミーの言葉に感動しており、ボタ校の生徒だがジミーのことが好きである。
バラ学VSジャスティスの抗争ではジャスティスへ協力する形で嫌々参戦。気を失ったキャンディをなお痛めつけるベイダーを止めに入った際、頭突きを食らったことで激怒し離反する。この時ベイダーへ放ったタイソンの蹴りはベイダーのガードした腕を痺れさせるほどの威力であり、ベイダーの頭突きを真正面から受けた割に鼻血のみで済んだりと強さの末端を見せたがハスキーやジョー達が割って入った為ベイダーとの決着は付かなかった。

### ワークマンズ
※個々の事情により高校を中退をして鳶職に就いている人々の集団。見た目は老けている人物多いがほとんどは高校世代である。
ベロ
ジミーと同世代。中学の頃は「ヘドロ会」というチームを作り、ジミーと並ぶほど有名な不良で「妖怪人間ヘドロベロ」と呼ばれていた。中学時代にはアラーキーを圧倒している。現在は重い貧血症の姉の入院費を稼ぐために、音楽の道も高校進学も諦めて、鳶職の仕事やラーメン屋の仕事をこなしている。
不良と喧嘩から足を洗っており、サイコにタイマンを挑まれても一方的に殴り続られるほど。その途中の必死の説得により吹っ切れ、サイコを一撃で倒しバラ学とワークマンズの抗争へと向かった。ジミーと壮絶な殴り合いのうえ、あと一歩の所で敗北(ただしジミーの提案した一発ずつお互い殴りあうというルールでの敗北)で相当な喧嘩慣れをしており、ジェットからは「運動神経の塊」と評された。抗争以後は、ジミーと親友となっており、彼の退学後はワークマンズの仕事を紹介した。
チャンベ
ベロと同じ信庄中で「ヘドロ会」のメンバーだった。保険に入らないままバイク事故を起こし賠償金を払わなければならないため、高校を中退してベロと同じ建設会社で働いている。
後輩がヘドロ会のメンバーからカツアゲされたアラーキーがベロ達のクラスに殴り込んできた時に、チャンベがベロを装ってアラーキーを挑発するが「パンチがキイてねぇ」と見破られ返り討ちにされる（その後、ベロがアラーキーをボコボコにした）。
マッシュ達と居酒屋で飲んでいたところ、酒が入って周りに迷惑をかけていたアラーキーを発見する。過去に倒されたこともあり、触れずに店を出ようとするがマッシュ達にらしくないと言われる。そしてチャンベがいつも言っている「働いたことでついた筋肉が一番強い」という言葉で逆に説得され、アラーキーを店の外に呼び出しタイマンで勝利する。しかし、これがキッカケでバラ学とワークマンズ達の戦争に発展してしまう。
抗争中、バンコと一度タイマンを張る。アクロバティックなバンコの攻撃にも怯まず、バンコのスタミナ不足、体格の差もあってか勝利する。その後春日山公園でバラ学との最終決戦に挑み、バンコと2度目の交戦し敗北。
中学の頃に比べ就職後はかなり線が太くなり、中学のときのチャンベを覚えていないアラーキーから「お前ほどパンチがキイたヤローなら覚えているハズ」と言われたほどである。
マッシュ
ベロやチャンベの仕事仲間の後輩。アラーキーに動揺するチャンベを説得する。

### ジャスティス
自分自身の「正義」のためにピンコが作ったチーム。圧倒的な力を誇りギャング界No.1に君臨しており、メンバーは全員白い服を着用している。
ヤクザに媚びず一本独鈷でやってきたが、正式に指定暴力団に認定され正真正銘の「ヤクザ」になった。
ドリームキングで結成の理由が分かる。
ピンコ
※卍牡丹高等学校を参照。
チータ
ジャスティスの幹部。高身長で中性的な顔をしている。ピンコを愚弄するものには容赦がなく、ナイフで刺すことも躊躇しない危険人物。ファーブルの指示でサワ高の生徒を襲撃した。バラ学VSジャスティスの抗争ではナイフを使いサワ高のテンガを倒すが、直後に駆け付けたゾンビと交戦する。この時、トラッシュへゾンビを潰すよう高圧的な態度で命令した事が仇となりベティのフラストレーションが爆発しトラッシュがジャスティスからの離反を作る切っ掛けとなってしまった。ゾンビが最も危険なクレイジーキャラクターへ与えられる「MVC（Most Valuable Crazy）」を2年連続で独占している事を嫉妬しており、自分こそ「MVC」とゾンビを超えようとするが高架下の線路へ突き落とされ敗北した。
ファーブル
ジャスティスの幹部でチームの頭脳。オールバックに眼鏡をかけた風貌で、ナルシスト。「個人の喧嘩の強さは大人の世界では通用しない」を信条としている。チータを使い、サワ高の制服を着せたジャスティスのメンバーにバラ学工業科を襲撃させた張本人。
バラ学VSジャスティスでは、アネやベロの姉を拉致し動けないジミーを袋にするなどピンコの美学とは明らかに反する下種な策略を用いるばかりか、ジャスティスの頭であるピンコ自身をも他のメンバーと切り離すため監禁しミスト以外の幹部メンバーにもそれらを隠している。ファーブルにとって唯一制御不能な存在がモンタナであり、自身とミストの計画がモンタナによって左右されることを危惧し仲間であるものの彼の動向にも気を配っている。
マホニー
ジャスティスの幹部。通称「だるま団地のマホニー」。暴走族100人を相手にたった一人で勝った伝説を持つ（実際は数人を瞬殺したら全員逃げただけだが、アラーキー曰く「勝ったのと同じ」）。飄々とした楽天家な性格で、策略家のファーブルとは対照的にタイマンや素手での殴り合いを好む。白のスカジャンと背中に彫られたダルマの刺青が特徴。溜まり場にやってきたジミーの振り向きざまのパンチをかわすなど実力は高い。その後追ってきたサイコとタイマンを張り、実力差を見せつけ赤子同然の扱いを見せた。ジャスティスの他のメンバーと違い喧嘩を売ってきた相手でもあまり痛めつけない（殴ったりせず、関節技で強制的にギブアップさせる、相手が降参すれば即座にやめる、など）。ジミー同様一人でジャスティスのたまり場へ来たサイコのことをそれなりに評価している様子。
バラ学VSジャスティスとの抗争ではボタ高と共にアラーキーを狙う。その際アラーキーからは「（マホニーなら）一人を相手に袋にするような真似はしないハズ」と言われたが、本人も元から袋にする気は更々無くファーブルからの袋にしろという指示に背き、タイマンで勝負をする等あくまでジャスティスからの命令よりも自身のポリシーを優先する美意識を持つ。ピンコがファーブルとミストに監禁された事を知らないため、全くピンコが電話に出ないことを不審に思いバラ学との抗争を一旦中断するよう働きかけようとするが、その途中姉を攫われ激高状態のベロの襲撃に合う。
ベイダー
ジャスティスの幹部。ボタ高の1年時代にハスキーと頂上争いをしていたが、その際に殺人未遂事件を起こし退学した。キャンディやワークマンズのチャンベ、サワ高のマルコ、キンタ達の実力者を撃破するが病院から抜け出したキャンディに即日リベンジに合い敗北した。
クロマイ
ジャスティスの幹部。中学時代はサリーと共に有名だったほど喧嘩は強い。青い瞳をしたハーフだがブサイクなのを気にしている。自身こそジャスティスの幹部ではあるが、群れをなしていないと粋がる事のできないジャスティスの事を心底軽蔑しておりピンコに勝った時点でジャスティスを抜けると明言している。リベンジも含めて9戦全敗だがピンコに勝つ事を諦めていない。同世代のサリーとは強さを比べ続けられていたこともあるが、ピンコに尻尾を振り続けるサリーを非常に嫌っている。ファーブルからの嘘の情報でサリーが裏切ったと教え込まれ、これを好機とサリーを狙い潰そうとするが乱入してきたアバレによりサリー諸共瞬殺された。
ミスト
ジャスティスの幹部。その正体はバンコの従兄弟、ダブルオーセブン。ファーブルとネットのIQサイトにて知り合いそこからジャスティスへ加入した。バンコ同様頭が切れるが行動理念は非常に幼稚で、常に自身を負かしてきたバンコに嫌な思いをしてほしいという一点のみでジャスティスに協力している。
モンタナ
ジャスティスの幹部。通称「スカーフェイスのモンタナ」。何らかの罪で刑務所に入っていたが出所した。
他の幹部から「オッサン」と呼ばれるほど老けてはいるものの、歳は22歳であり彼らと変わらない模様。その実力は幹部随一でピンコに勝ったことがあり、マッスルの通う道場の人間を瞬殺するほど。手が付けられない存在として敵味方含めてファーブルからは一番危険な存在として扱われている。ジミーとピンコを一撃で気絶させ、喧嘩両成敗で終わらせた（満身創痍のジミーとサイコを袋にしようと待機しているメンバーが集まっていたジャスティスの溜まり場から返すため）。かつてサワ高をわずか一日でシメてサワ高伝説を作った本人。
バラ学VSジャスティスの抗争の中には当初参戦していなかったが、ピンコに連絡が取れなくなったことで本格的に参戦。サワ高のハマーとの新旧番長対決を制し、その後マッスルとタイマンを張る。

### ジャーム
「ばい菌」の意。
ゾンビが作ったバラ学2年生が中心のチーム。メンバーはジャームのロゴマーク入りのリストバンドを身に着ける。ソドミーとの抗争の際に仲間に裏切られたゾンビが脱退したため、落ち目になりジャスティス傘下になるか、自然消滅寸前であったが、ジャスティスを潰すためにゾンビが復帰、キャンディを加えてチームの拡大を目指すが、人望の無い武力だけで兵隊を集めたため、幹部以外はただの「烏合の衆」になってしまった。
ゾンビ
※薔薇十字学園高等学校を参照。
キャンディ
※薔薇十字学園高等学校を参照。

### トラッシュ
「ゴミ」の意。
ジャスティスの傘下であり、ギャング界でNo.3のチーム。レイバンが頭を張っているが、実質はOBのベティがしきっている。薬物・窃盗・恐喝・レイプをするなど危険度ではNo.1。
ベティ
「トラッシュ」のOBでリーダー的存在（実際はレイバンが頭）。過去、ピンコの彼女をレイプしかけた張本人（その際、ピンコの彼女の兄から半殺しにされている）。
通常はナンパしたりチャラチャラしているが、平気で人をナイフで刺したり、倒した相手の犬歯を集めてネックレスにするなど冷酷な一面を持っている。
昔、自分の先輩がワビを入れない相手を殺すところを目の前で見てしまい「人間の極限状態」を知ってしまう。その経験から精神的に追い詰められたゾンビにガソリンをかけられると真っ先に土下座する。そして、火あぶりにされかけたところをその場に駆けつけたジミーに救われる。嫌な仕事をまわしてくるピンコをめんどくさがっている。酒が飲めない。
バラ学VSジャスティスの抗争はゾンビから巻き込まれる形で参戦。過去に本気で燃やされかけた事がトラウマになっておりゾンビには一切逆らえなくなってしまっている。ジャスティス幹部のチータと鉢合わせた事で裏切ったと誤解されゾンビを潰すよう命令されるが、ジャスティスへのこれまでの恨みとジミーに命を救ってもらったことを思い出し、ジミーがピンコに勝つ事をに賭けジャスティスから寝返りバラ学側へ付く。
レイバン
「トラッシュ」の頭。ベティにトラッシュのバックに言うことを聞くヤクザをつけたいと、ヤクザになるように命令され、ハンマーと共に事務所の雑用係をしていたが、現在はナンシーについている。
ベティがバラ学へ寝返った事で自身もジャスティスへ反撃する。
ハンマー
「トラッシュ」のメンバー。
ベティがバラ学へ寝返った事で自身もジャスティスへ反撃する。

### ブリミア
「過食症」の意。
ジャスティス、トラッシュと並ぶギャング界トップ3のひとつとして1巻からその名前が登場するが、その後一切の情報がない。
頭はツノという人物で、デブが多いギャングチーム。

### リペラー
「撃退する人」の意。
トールとヒロシの兄弟を中心としたチーム。2人の兄であるノブオが作ったチームで、ノブオが交通事故死した際に無くなったが再び2人が復活させた。ジャスティスの軍門に一度は下るが即離反した。
トール
※薔薇十字学園高等学校を参照。
ヒロシ
※薔薇十字学園高等学校を参照。

### 菊水丸
ゲロッパを中心としたチーム。ゲロッパ曰く「ジミーのボディガードが目的の親衛隊みたいなもの」。
ゲロッパ
※薔薇十字学園高等学校を参照。

### コックローチ
「ゴキブリ」の意。
ジェットを中心とした同じ予備校だけで結成されたチーム。メンバー全員が眼鏡を着用していて、変な会話をし合う不気味なチームだが、ジャスティスに屈しない数少ないチームの一つ。
ジェット
※薔薇十字学園高等学校を参照。

### 薔薇学少年愚連隊
通称BSGと呼ぶ、ジミーを中心とした主にバラ学1年生（5巻当時）で構成されたチームと思われているが、ボタ高時代のハスキーとの一件の時にゾンビが口から出任せ言っただけで実際には存在しない。しかしボタ高や他のギャングの連中からは存在すると思われていて、ピンコも潰すために自ら動いた。

### 薔薇学少年親衛隊
ハスキーが作ったチーム。主に1年生で構成しており、より本物の実力を持つ人材を集めている。この先必ず起こるバラ学狩りの際、ジミーとピンコのタイマンでなるべくジミーが無傷でピンコと戦えるように作られた。
ハスキー
※薔薇十字学園高等学校を参照。
ジョー
※薔薇十字学園高等学校を参照。
タッキー
※薔薇十字学園高等学校を参照。
ツバサ
※薔薇十字学園高等学校を参照。

### ヘドロ会
中学の頃、ベロが作ったチーム。当時ジャスティス並みの勢力で、ピンコが一番目障りだったとされる。
ベロ
※ワークマンズを参照。
チャンベ
※ワークマンズを参照。

### OB
ピンコ
※卍牡丹高等学校を参照。
マッスル
※薔薇十字学園高等学校を参照。
チェルシー
※薔薇十字学園高等学校を参照。
ナンシー
2世代前の卍牡丹学園卒業生で、現在はヤクザに就職している。当時ボタ高をシキっていた。ピンコとは同い年。
ノブオ
トールとヒロシの兄でナンシーと同い年のボタ高生。ナンシーの相棒で、ナンシーがヤクザになると言った際には本気で殴って引きとめようとした。交通事故で亡くなってしまった。リペラーを最初に作った。

### その他
アネ
ジミーと同い年の女子高生の双子（一卵性双生児）の姉。アネは金髪で左目の下にホクロがある（コミックス裏表紙参照）。ファザコンで離婚した父親の夢を見るたびに彼氏が欲しくなる癖がある。ジミー達と合コンをした際に、幼い頃父親が言った結婚相手の条件とアネがジミーに「本当に強い男はナニ？」という質問の答えが一致したところからジミーに好意を持つようになる。2人は「援交斡旋」（文字通り「援助交際の斡旋」ではなく実態は美人局）をしている双子で有名だったが、アネは曲がったことが嫌いなジミーのために援助斡旋を止め、普通のバイトをするようになる。一時母親の臓器不全の手術のために再び援助斡旋をしてジミーに失望されるが、母親の手術のことを知ったジミーからアメリカに行くためのお金を譲ってもらった。興奮すると自分の乳を揉む癖がある。
イモート
ジミーと同い年の女子高生の双子の妹。イモートは茶髪で口の右下にホクロがある（コミックス裏表紙参照）。アネとは違ってちゃんと常識を持っている。アネは「援交斡旋」を止めたがイモートは続けている。しかしその後、ゾンビに好意を持ったことを機に、「援交斡旋」を止める。
ジミーの父親
連載開始時点で34歳。
「ILOVE湯」という銭湯を営んでいる。いつもスーツ姿で新聞を読んでいる。普段あまり会話はしないが、ジミーに学校のことや彫り物の話を持ちかけたりする。
ジミーの母親
連載開始時点で32歳。
家族にはいつも明るく振舞う一方、ジミーが体に彫り物を入れ始めた頃は理解できず泣きながら引き止めたり、現在も彫り物を隠すようジミーに厳重注意している。
マチ子
バラ学の保健室教員。ジミーに惚れており、ジミーに出会ってはイチャ付く。Hカップもの巨乳の持ち主。
アネとジミーを賭けて勝負して勝利し、ジミー抱きつきキスをするつもりが事故でサイコにしてしまう。
山下
バラ学の体育教師。柔道の上段者でジミーや不良相手にも全く退けをとらない強さを持つ。いつもスーツの上に柔道着の上着を着ている。ジミー達にいつも厳しいが、グッキーを殴ってしまったゴリの気持ちを理解して心配したり工業科を暖かく見守っている。コアラのおばちゃんに恋をしていたが昔のある事情でおばちゃんが田舎に帰ることを知っても何も言えずにいたが、ジミーに説得されようやくプロポーズすることが出来た。
コアラのおばちゃん
バラ学でパンを売っているおばちゃん。田舎に帰ってパン屋をしようとするが、山下にプロポーズされ引き止められる。
グッキー
バラ学の教師。工業科を嫌っており、ゴリを退学処分にした張本人。
プードル
バラ学の美術教師。腱鞘炎が原因で退職することになる。最後の授業でジミー達に時間が過ぎてしまう早さを伝えた。「彫り物は芸術だ」と言い、山下に入れ歯をトルネード投法で投げつけ彫り物がバレそうになったジミーを助けた。
ビリー
石川県の村でサイコの一の子分でお調子者。サイコと同じ髪形をしている。ガラナとボタ高の連中とやり合ってサイコが実は弱いことを知るが、それでもガラナ達から体を張って自分を守ってくれたサイコをより一層惚れ込むようになる。
白鳥沢麗子
白鳥沢財閥の一人娘。お嬢様育ちのためハイヤーで通学するなど常識から掛け離れている。ボタ高の不良にトイレでレイプされそうになったところを裸で大便していたジミーに救われる。助けてくれたジミーに惚れていて、同じくジミーに惚れているアネとライバルになる。
新聞レンチのパンチ
本名は不明。インチキ臭い関西弁を話し、額に大仏のようなホクロがある。新聞レンチのパンチ⇒新聞バールのアイパー⇒？？？？アフロ（ジミーがバイトしているコンビニで座りながら漫画を読んでいるだけで武器は持っていなかった）⇒新聞ツルハシのドレッドなど登場するたびに、新聞で包んでいる武器と髪形が変わっている。ドレッドの際には、電車の椅子に横になって寝ているところをホームレスと間違われている。さらに、電車から降りた際に髪がドアに挟まれそのまま出発してしまった。ジミーに会うたびに、喧嘩を仕掛けるがいつも返り討ちにされる。ジミーに勝つためにボクシングジムに通っているらしい。

## 用語
ギャングキング
ギャングの頂点、ピンコの目指しているトップの証といえる称号。
バラ学最強バトルロワイアル（最強決定戦）
問題を起こし、生徒指導室に集められたバラ学の頂点を狙う新入生達が行ったバトルロワイアル方式の喧嘩。最終的にハスキーが生き残り、実質1年のトップになった。
JH（ジュニアハイスクール）3大怪獣
中学の頃のベロ・ジミー・アラーキーを総称した言葉。
当時は信庄中の『妖怪人間ヘドロベロ』・洸洋中の『和彫りのジミー』・詩酔中の『昭和通りのケンカ屋アラーキー』で有名だった。
バラ学狩り
ピンコの立案によって計画されたバラ学の生徒を根絶やしにする計画。
決行はまだ先のようだが、ジャスティスによりこれから必ず実行されるらしい。

## 書誌情報
- 柳内大樹 『ギャングキング』 少年画報社→講談社〈ヤングキングコミックス→KCデラックス→イブニングKC〉、全37巻
  1. 2004年3月15日初版発行、ISBN 4-7859-2393-8
    - 「講談社版」2015年12月17日発売[7]、ISBN 978-4-06-377368-2

  2. 2004年7月1日初版発行、ISBN 4-7859-2425-X
    - 「講談社版」2015年12月17日発売[8]、ISBN 978-4-06-377369-9

  3. 2005年1月1日初版発行、ISBN 4-7859-2488-8
    - 「講談社版」2015年12月17日発売[9]、ISBN 978-4-06-377370-5

  4. 2005年6月1日初版発行、ISBN 4-7859-2535-3
    - 「講談社版」2016年1月15日発売[10]、ISBN 978-4-06-377385-9

  5. 2005年9月1日初版発行、ISBN 4-7859-2562-0
    - 「講談社版」2016年1月15日発売[11]、ISBN 978-4-06-377386-6

  6. 2006年4月1日初版発行、ISBN 4-7859-2618-X
    - 「講談社版」2016年1月15日発売[12]、ISBN 978-4-06-377387-3

  7. 2006年9月1日初版発行、ISBN 4-7859-2660-0
    - 「講談社版」2016年2月17日発売[13]、ISBN 978-4-06-377396-5

  8. 2006年11月15日初版発行、ISBN 4-7859-2690-2
    - 「講談社版」2016年2月17日発売[14]、ISBN 978-4-06-377397-2

  9. 2007年4月1日初版発行、ISBN 978-4-7859-2752-3
    - 「講談社版」2016年2月17日発売[15]、ISBN 978-4-06-377398-9

  10. 2007年8月15日初版発行、ISBN 978-4-7859-2812-4
    - 「講談社版」2016年3月17日発売[16]、ISBN 978-4-06-377399-6

  11. 2007年11月1日初版発行、ISBN 978-4-7859-2851-3
    - 「講談社版」2016年3月17日発売[17]、ISBN 978-4-06-377401-6

  12. 2008年1月15日初版発行、ISBN 978-4-7859-2887-2
    - 「講談社版」2016年3月17日発売[18]、ISBN 978-4-06-377402-3

  13. 2008年7月10日初版発行、ISBN 978-4-7859-2981-7
    - 「講談社版」2016年4月15日発売[19]、ISBN 978-4-06-377403-0

  14. 2008年9月22日初版発行、ISBN 978-4-7859-3020-2
    - 「講談社版」2016年4月15日発売[20]、ISBN 978-4-06-377404-7

  15. 2009年2月9日初版発行、ISBN 978-4-7859-3096-7
    - 「講談社版」2016年4月15日発売[21]、ISBN 978-4-06-377405-4

  16. 2009年5月11日初版発行、ISBN 978-4-7859-3148-3
    - 「講談社版」2016年5月17日発売[22]、ISBN 978-4-06-377406-1

  17. 2009年10月15日初版発行、ISBN 978-4-7859-3234-3
    - 「講談社版」2016年5月17日発売[23]、ISBN 978-4-06-377407-8

  18. 2010年1月26日初版発行、ISBN 978-4-7859-3294-7
    - 「講談社版」2016年5月17日発売[24]、ISBN 978-4-06-377408-5

  19. 2010年6月28日初版発行、ISBN 978-4-7859-3392-0
    - 「講談社版」2016年6月17日発売[25]、ISBN 978-4-06-377409-2

  20. 2010年12月13日初版発行、ISBN 978-4-7859-3513-9
    - 「講談社版」2016年6月17日発売[26]、ISBN 978-4-06-377410-8

  21. 2011年6月6日初版発行、ISBN 978-4-7859-3601-3
    - 「講談社版」2016年6月17日発売[27]、ISBN 978-4-06-377411-5

  22. 2011年8月8日初版発行、ISBN 978-4-7859-3660-0
    - 「講談社版」2016年7月15日発売[28]、ISBN 978-4-06-377412-2

  23. 2011年11月28日初版発行、ISBN 978-4-7859-3735-5
    - 「講談社版」2016年7月15日発売[29]、ISBN 978-4-06-377413-9

  24. 2012年4月23日初版発行、ISBN 978-4-7859-3817-8
    - 「講談社版」2016年7月15日発売[30]、ISBN 978-4-06-377414-6

  25. 2012年11月26日初版発行、ISBN 978-4-7859-3961-8
    - 「講談社版」2016年8月17日発売[31]、ISBN 978-4-06-377415-3

  26. 2013年5月27日初版発行、ISBN 978-4-7859-5048-4
    - 「講談社版」2016年8月17日発売[32]、ISBN 978-4-06-377416-0

  27. 2013年9月9日初版発行、ISBN 978-4-7859-5111-5
    - 「講談社版」2016年8月17日発売[33]、ISBN 978-4-06-377417-7

  28. 2016年8月17日初版発行（同日発売[34]）、ISBN 978-4-06-393023-8
  29. 2017年3月9日初版発行（同日発売[35]）、ISBN 978-4-06-393150-1
  30. 2017年12月15日初版発行（同日発売[36]）、ISBN 978-4-06-510670-9
  31. 2018年8月23日初版発行（同日発売[37]）、ISBN 978-4-06-512570-0
    - 「限定版」同日発売[38]、ISBN 978-4-06-513132-9

  32. 2019年3月22日初版発行（同日発売[39]）、ISBN 978-4-06-514810-5
  33. 2019年7月23日初版発行（同日発売[40]）、ISBN 978-4-06-516313-9
  34. 2019年11月21日初版発行（同日発売[41]）、ISBN 978-4-06-518013-6
  35. 2020年6月23日初版発行（同日発売[42]）、ISBN 978-4-06-520006-3
  36. 2020年10月23日初版発行（同日発売[43]）、ISBN 978-4-06-521196-0
  37. 2021年5月21日初版発行（同日発売[44]）、ISBN 978-4-06-523547-8

## スピンオフ作品
『ギャングキング』のキャラクターを2頭身にアレンジし、過去の名シーンをコメディタッチで描いたスピンオフ作品が、SP☆なかてまの作画によりヤングキング2013年12号から2014年10号にかけて連載された。
- 柳内大樹×SP☆なかてま『ぎゃんぐきんぐ』少年画報社〈ヤングキングコミックス〉、全1巻
  - 2014年5月26日発売、ISBN 978-4-7859-5307-2

## ソーシャルゲーム
- チーム×抗争!ギャングキング(2011年より配信)：Mobageで提供されたソーシャルゲーム[47]。
- 激闘!ギャングキング(2012年より配信)：GREEで提供されたソーシャルゲーム[48]。

## ムービーコミック
2015年9月14日 より「UULA」にてムービーコミックが配信されている。
スタッフ
総合演出：村松千秋
企画：柳崎芳夫
プロデューサー：龍貴大・平木美和
原作：柳内大樹
キャスト
ジミー：檜山修之
バンコ：うえだゆうじ
サイコ：寺井智之
ゾンビ：白井悠介
キャンディ：石田大祐
アネ：山北早紀
イモート：笹本菜津枝
ゴリラ：阿部大樹
トール：高槻陽一
主題歌
ANARCHY「Good Day feat. JESSE」